# Don’t Toy With Me, Miss Nagatoro
Don’t Toy With Me, Miss Nagatoro (japanska: イジらないで、長瀞さん; hepburn: Ijiranaide, Nagatoro-san) är en manga skapad av en japansk speldesigner och mangaka under pseudonymen «Nanashi», även känd som «774». En tidig version av mangan publicerades på Pixiv den 16 augusti 2011. Från och med den 1 november 2017 började verket publiceras på Kodansha Publishings webbplats och i appen Magazine Pocket, och publiceringen fortsätter. Animeversionen produceras av Telecom Animation Film Studios. Den första säsongen hade premiär den 10 april 2021. Den andra säsongen är under utveckling.

## Handling
När Naoto, en introvert gymnasieelev, träffar en tjej som heter Nagatoro, vänds hans liv upp och ner. Till en början tittar hon lugnt på hans reaktion på verbala skämt från några gymnasieflickor som uppenbarligen inte har goda avsikter, sedan "tillägnar" hon sig honom, det vill säga från och med nu är det bara hon som har rätt att håna honom i alla möjliga sätt, men i gengäld skyddar hennes senpai från att mobba andra. Men det står snart klart att Nagatoros retande faktiskt är välmenande och flirtig, och med tiden inser senpaien själv detta.

## Tecken
Hayase Nagatoro (長瀞 早瀬, Nagatoro Hayase) / Miss Nagatoro (長瀞さん, Nagatoro-san)
Japansk röst: Sumire Uesaka
En förstaårs gymnasietjej som tycker om att retas med Senpai. Även om det verkar som om hon bara vill tortera honom har hon i hemlighet en förälskelse i honom, och blir mycket fientlig mot alla andra som försöker mobba Senpai.  Hennes vänner kallar henne Hayacchi (ハヤっち), och hennes förnamn avslöjas inte förrän i kapitel 62. Hon är stödmedlem i simklubben och stödjer på begäran andra skolans idrottsklubbar. Hon tycker om att utföra rörelser i blandad kampsport och går med i judoklubben under sitt andra år.
Naoto Hachiouji (八王子 直人, Hachiōji Naoto) / Senpai (センパイ)
Japansk röst: Daiki Yamashita En blyg introvert person som försöker undvika social interaktion och som gillar att rita. Efter att ha träffat Nagatoro och börjat umgås med henne och hennes vänner får han gradvis självförtroende. Hans förnamn avslöjades i Side Story 5, även om några av hans manliga vänner kallar honom Nao-kun (直くん), och hans efternamn "Hachiouji" (八王子, Hachiōji) avslöjades inte förrän nästa skolår när Sunomiya går med i Art Club. Trots detta kallar Nagatoro Naoto för "Senpai".
Gamo (ガモちゃん, Gamo-chan)
Japansk röst: Mikako Komatsu  En av Nagatoros vänner. Hon har orangefärgat hår i animeserien. Hon är den mest mogna bland sina kamrater och trots sitt tuffa utseende agerar hon ofta som en storasyster gentemot dem. Hon gillar att kalla Senpai för "Paisen" (パイセン) men när hon retar honom blir Nagatoro svartsjuk och säger åt henne att sluta.
Yosshii (ヨッシー, Yosshī)
Japansk röst: Aina Suzuki  En av Nagatoros vänner med det ljusa håret som är stylat i dubbla svansar och en ahoge (hår som sticker upp). Hon följer vanligtvis Gamo runt och följer med i de planer som Gamo har i åtanke. Hon beskrivs som "lite av en airhead" profiler Mycket av hennes tal är att upprepa vad Gamo har sagt.
Sakura (桜)
Japansk röst: Shiori Izawa  En av Nagatoros vänner med solbränd hud och kort blont hår, dyker upp kort i början av serien och är mer aktiv i kapitel 27. Hennes personlighet på ytan är söt och ganska avslappnad, men hon tycker om att så svartsjuka i grupper av pojkar som tävlar om hennes uppmärksamhet. Hon talar ofta om att hon vill ha kul med många killar.

## Media

### Manga
Manga Don't Toy With Me, Miss Nagatoro började publiceras i Kodansha Magazine Pocket den 1 november 2017. Den första volymen av mangan släpptes i tryck under namnet Shonen Magazine Comics av Kodansha den 9 mars 2018. Den andra volymen av mangan släpptes den 8 juni 2019. Förutom standardutgåvan finns det också en specialutgåva med verk av flera andra konstnärer.
Den nordamerikanska licenstagaren av denna manga är Vertical; den första volymen av mangan på engelska släpptes i november 2019.

### Anime
En anime-anpassning av mangan tillkännagavs den 2 juli 2020 på omslaget till volym 9 av mangan. Denna anpassning är regisserad av Hirokazu Hanai, producerad av Telecom Animation Film, skriven av Taku Kishimoto, designad av Misaki Suzuki och komponerad av Gin. Inledningslåten till denna anime «EASY LOVE» framfördes av Sumire Uesaka. En anime-anpassning hade premiär den 11 april 2021. Händelserna i de första 6 volymerna av manga filmas i 12 avsnitt av serien, det sista avsnittet släpptes den 27 juni 2021.
Den 23 oktober 2021 tillkännagavs att produktionen av den andra säsongen hade fått grönt ljus.
Den andra säsongen har premiär i januari 2023.

## Kritik
Animen hade premiär till blandade recensioner. Nagatoro, med sina tricks, får Naoto till tårar två gånger i den första serien, och hur mycket tittaren kan ta sådan retas för att flirta eller betrakta det som ett rent hån mot hjälten kommer att vara avgörande för hans åsikt om verket.
Tekniskt sett är serien utmärkt utförd: teckningen och ljussättningen är utmärkt, Nagatoros ansiktsuttryck förmedlas extremt levande. Skådespelerskornas skådespeleri är extremt professionellt, speciellt Sumire Uesaka, som gjorde rösten Nagatoro , utmärkte sig.